# Mallodeta clavata
Mallodeta clavata är en fjärilsart som beskrevs av Walker 1854. Mallodeta clavata ingår i släktet Mallodeta och familjen björnspinnare. Inga underarter finns listade i Catalogue of Life.